# A miskolci boniésklájd
A miskolci boniésklájd 2004-ben bemutatott magyar bűnügyi mozifilm Deák Krisztina rendezésében. A filmalkotás egy valóságosan is megtörtént magyarországi bűncselekmény-sorozat történetét jeleníti meg, az öt éven keresztül bujkáló elkövető páros (Novák Tünde és Fekete László) egyik, később 11 év szabadságvesztésre ítélt tagjának, Novák Tündének a börtönben írott könyve alapján, de egyes részleteit illetően eltérve attól. A film történetvezetése időben nem lineáris, így a nézőkben csak az utolsó jelenetekkel áll össze a történet egységes egésszé.
A film forgatását 2003. augusztus 12-én kezdték meg, a teljes forgatási időszak 46 napot vett igénybe az év nyári és őszi hónapjaiban, két részletben. A jeleneteket Miskolcon, Nyíregyházán, Lillafüreden, Kazincbarcikán, illetve Tokaj, Tolcsva és a tardonai tó környékén rögzítették. A forgatás 250 millió forintos költségvetéséhez – egyebek mellett – hozzájárult Miskolc Város Önkormányzata és a Borsod-Abaúj-Zemplén Megyei Rendőr-főkapitányság is.

## Cselekménye
|  | Alább a cselekmény részletei következnek! |

A két főszereplő, Lili és Pali a történet kezdetén Nyíregyházán él, Pali egy átadás előtti bankfiók biztonsági őreként dolgozik, Lili pedig 17 évesen szinte még gyerek, de rossz családi körülményei miatt kénytelen dolgozni, hogy fenntartsa magát. A bankfiók nyitása előtti napon Pali van szolgálatban, és behívja a lányt a bankba, ahol mindkettejük meglepetésére megtalálják a széf kulcsait. Nem tudván ellenállni a kísértésnek, előbb benéznek a széfbe, hogy megcsodálják az ott tárolt rengeteg pénzt, majd hátizsákba tuszkolják a bankjegykötegeket és elmenekülnek.
A párosnak ettől kezdve menekülés és rejtőzködés az élete: előbb erdőkben bujkálnak, majd miskolci albérletekben húzzák meg magukat, teljesen bezárkózva saját világukba. Időközben az újságokból értesülnek róla, hogy a legendás bűnözőpáros nyomán kikiáltották őket a „magyar Bonnie és Clyde”-nak, ezért apránként egészen beleélik magukat a szerepeikbe, noha azokhoz valójában nincs sok közük. Pénzük is fogyatkozni kezd, ezért Pali felveti, hogy raboljanak ki egy pénzszállító autót.
Az első valóban kitervelt, közös bűncselekményükre igyekeznek tökéletesen felkészülni, de a döntő pillanatban megijednek merészségüktől, és hagyják, hogy a kocsi sértetlenül hajtson el a tervbe vett akció helyéről. A következő percekben azonban, amint a feszültségtől megkönnyebbülve, felszabadultan és gondtalanul autóznak a városban ál-rendőrautójukkal, egy igazi járőrpáros felfigyel rájuk és üldözni kezdi őket. A hajszának az vet véget, hogy a menekülők belerohannak egy buszba, majd kiugranak a kocsiból és egy, a rendőrökkel folytatott rövid tűzpárbaj után elfutnak a helyszínről.
Vakmerő és kétségbeesett menekülésük azonban már nem tarthat sokáig, főleg miután a tévéből megtudják, hogy a lövöldözésben egy rendőr életveszélyesen megsebesült. A kommandósok végül egy elhagyott garázsban ütnek rajta a pároson, amit egy alkalmi ismerősük szerzett számukra búvóhelyként. Elfogásukat követően Pali a börtönben öngyilkos lesz, Lili pedig kétségbeesésében nem hisz senkinek – legyen szó akár orvosról, nyomozóról, kirendelt védőügyvédről –, és teljesen bezárkózik egy olyan valóságba, ahol Pali nem gyilkos, és talán nem is halott.
|  | Itt a vége a cselekmény részletezésének! |

## Szereplők
- Ráczkevy Ildikó – Lili
- Karalyos Gábor – Pali
- Hámori Gabriella – Mónika
- Haumann Máté – Sanyi
- Gazsó György – kirendelt ügyvéd
- Csankó Zoltán – Tóth zászlós
- Csomós Mari – lakástulajdonos
- Pokorny Lia – nyomozó
- Bánfalvy Ágnes – Lili anyja
- Bicskey Lukács – Lili mostohaapja
- Csuja Imre – Pali apja
- Fenyő Iván – rendőr
- Valló Péter – pszichiáter
- Martin Márta – Bella
- Lengyel Tamás – autós

További szereplők: Nagy Béla

## Érdekességek a filmről
- A film számos jelenetét azokon a helyszíneken forgatták – Miskolcon, Nyíregyházán, a Bükkben, a bodrogkisfaludi révnél[1] stb. –, ahol a bűnöző páros életének eseményei eredetileg is zajlottak.
- A film elfogásos jelenetében egy sor rendőr szerepelt azok közül, akik négy évvel korábban, 2000 áprilisában a valóságban is elfogták a két rablót.
- A női főszereplő az eredeti történet szerint – és ennek megfelelően a forgatókönyv szerint is – olyan fiatal volt, hogy a rendezőnő nem gondolhatott profi színésznő felkérésére, így esett végül a választása a karcsú testű, fekete hajú Novák Tündéhez testalkatilag valamelyest hasonlító, ám vele ellentétben nem fekete hajú, hanem szőke és kék szemű joghallgatóra, Ráczkevy Ildikóra.
- Novák Tünde az ősbemutatót nem láthatta, mert a fegyházból nem engedték el. A megfilmesítésért kapott jogdíjat bankszámlára utalták, amit a 2009-es szabadulásakor, 32 éves korában vehetett fel.[1]

## Nézettség
A nézettségi adatok szerint 80 079 jegyet adtak el rá.

## Díjak
- 36. Magyar Filmszemle (2005) – Produceri díj: Garami Gábor